# 120351 Beckymasterson
120351 Beckymasterson este o planetă minoră (asteroid) din centura de asteroizi. A fost descoperită pe 14 mai 2005 la Catalina Station⁠(d) de Catalina Sky Survey. 
Obiectul prezintă o orbită caracterizată de o semiaxă mare de 2,4458667412147 UAi, o excentricitate de 0,31, o înclinație de 4,3 ° în raport cu ecliptica.